# Lophopetalum pachyphyllum
Lophopetalum pachyphyllum är en benvedsväxtart som beskrevs av King. Lophopetalum pachyphyllum ingår i släktet Lophopetalum och familjen Celastraceae. Inga underarter finns listade.